# Monosmilus
A Monosmilus egy kihalt halfaj, a sugarasúszójú halak (Actinopterygil) osztályának tagja, amely az eocén korban, 54-41 millió évvel ezelőtt élt a mai Pakisztán Pandzsáb tartományának helyén hullámzó sekély tengerben.

## Leírása
Alaktanilag a ma élő szardellák korai képviselőiként azonosíthatók. Velük ellentétben a Monosmilus ragadozó volt. Jellegzetességük, hogy a koponyában a felső állkapcson egyetlen hatalmas, szablyaszerű fog volt megtalálható. Alsó állkapcsukon 16 darab, hátulról előrefelé növekvő méretű tépőfog található, a legnagyobb mérete elérte a 2 centimétert. Valószínű, hogy ezeket a fogakat időről időre lecserélte. Ennek a halnak a mérete megközelíthette az 1 méteres hosszúságot is. Ezek alapján feltételezhető, hogy a sekély tengerekben élő hal magánál kisebb halakat fogyasztott - őmagára pedig a fennmaradt leletek tanúsága szerint a Dalanistes nevű őscet jelentett veszélyt.